# Palmarès della Liga Deportiva Universitaria de Quito
La Liga Deportiva Universitaria, conosciuta come LDU, Liga de Quito o come Liga, è una società polisportiva ecuadoriana di Quito, conosciuta principalmente per la sua sezione calcistica.
È stata la prima - e tuttora l'unica - squadra del paese e una delle quattro del Pacifico sudamericano, assieme ad Atlético Nacional, Once Caldas e Colo-Colo, a vincere almeno un'edizione della Coppa Libertadores (impresa riuscita nel 2008). Inoltre ha in bacheca 2 Copa Sudamericana (2009 e 2023) e 2 Recopas Sudamericane (2009 e 2010) ed è una delle cinque squadre sudamericane ad aver vinto tutti e tre i tornei organizzati attualmente dalla CONMEBOL, insieme a Boca Juniors, Independiente, River Plate e Internacional di Porto Alegre. 

## Competizioni nazionali
- Campionato ecuadoriano: 13

1969, 1974, 1975, 1990, 1998, 1999, 2003, 2005 (Apertura), 2007, 2010, 2018, 2023, 2024
- Copa Ecuador: 1

2019
- Supercoppa ecuadoriana: 3

2020, 2021, 2025
- Primera Categoría Serie B: 2

1974, 2001

## Competizioni internazionali
- Coppa Libertadores: 1  (record ecuadoriano)

2008
- Recopa Sudamericana: 2  (record ecuadoriano)

2009, 2010
- Coppa Sudamericana: 2  (record ecuadoriano)

2009, 2023

## Altri piazzamenti
- Campionato ecuadoriano:

Secondo posto: 1977, 1981, 2008, 2015, 2019, 2020
Terzo posto: 1964, 1984, 2004, Clausura 2005, 2006, 2012
- Copa Libertadores:

Semifinalista: 1975, 1976
- Coppa Sudamericana:

Finalista: 2011
Semifinalista: 2004, 2010
- Recopa Sudamericana:

Finalista: 2024
- Coppa del mondo per club FIFA:

Finalista: 2008
- Coppa Suruga Bank:

Finalista: 2010